# Euchromia fulvida
Euchromia fulvida là một loài bướm đêm thuộc phân họ Arctiinae, họ Erebidae.